# Архиепископия Алба-Юлии (православная)
Архиепископия Алба-Юлии (рум. Arhiepiscopia Ortodoxă a Alba Iulia) — епархия Румынской православной церкви с центром в городе Алба-Юлия. Входит в состав Трансильванской митрополии. Действует на территории жудецов Алба и Муреш.
Правящий архиерей — архиепископ Алба-Юлии Ириней (Поп) (с 5 июля 2011 года).
По состоянию на 2017 год действуют 43 монастыря (32 в Албе и 11 в Муреше). Приходы архиепископии объединены в 10 протопопий (благочиний): Алба-Юлия, Аюд, Блаж, Кымпени и Себеш в Албе; Тыргу-Муреш, Лудуш, Регин, Сигишоара и Тырнэвени в Муреше.

## История
В 1572 году в Алба-Юлию была перенесена кафедра Трансильванских митрополитов. В 1688 году Трансильвания оказалась под властью Империи Габсбургов. Австрийцы начинают работу по насаждению католицизма на этих землях. В феврале-марте 1697 года им удалось склонить митрополита Феофила (Сереми) к принятию унии, но в августе того же года он внезапно скончался. 22 января 1698 года в Бухаресте был хиротонисан новый митрополит Афанасий (Ангел). 7 октября того же года с 38 протопопами он принимает унию. В 1700 году кардинал Леопольд Коллонич рукополагает его в диакона и священника по латинскому обряду, а 25 июня 1701 года Афанасия поставили униатским епископом Алба-Юлии. Во время Восстания Ракоци, в 1707 году, епископ Мараморошский Иов (Цирка) ненадолго восстановил митрополию в Алба-Юлии, а Афанасий (Ангел) был изгнан в Сибиу. По причине военных неудач венгров, в конце 1707 года Иов, заочно приговорённый австрийцами к смертной казни, бежал в Молдавское княжество.
В 1921 году Алба-Юлия стала центром новооснованной Армейской епископии Румынской православной церкви, в подчинении которой находились военные капелланы. В 1948 году, после установления коммунистического режима в Румынии, епископия была упразднена.
Епархия Алба-Юлии восстановлена решением Священного синода Румынской православной церкви от 16 октября 1975 года. Её первым архиереем был избран епископ Емилиан (Бирдаш). В марте 1994 года жудец Харгита был передан в состав новообразованной Ковасненской и Харгитской епархии. В 1998 году епархия Алба-Юлии была возведена в ранг архиепископии.
4 ноября 2005 года Священный синод Румынской православной церкви вывел архиепископию из состава Трансильванской митрополии и включил её в состав новообразованной Клужской митрополии. В 2011 году епархиальное собрание Архиепископии Алба-Юлии просило вернуть её в подчинение Трансильванской митрополии, что было осуществлено в феврале 2012 года.

## Архиереи
- Иоанн Прислопский (1585—1605)
- Феоктист (1605—1622)
- Досифей (1622—1627)
- Геннадий (1627—1640)
- Илия (Иорест) (1640—1643)
- Симеон (Стефан) (1643—1656)
- Савва (Бранкович) (1656—1680)
- Иосиф (1680—1682)
- Иоасаф (1682—1683)
- Савва (1684—1687)
- Варлаам (1687—1693)
- Феофил (Сереми) (1693—1697)
- Афанасий (Ангел) (22 января — 7 октября 1698)
- Иов (Цирка) (1707)

- Емилиан (Бирдаш) (14 декабря 1975 — 18 января 1990)
- Андрей (Андрейкуц) (3 апреля 1990 — 18 марта 2011)
- Ириней (Поп) (с 5 июля 2011 года)